# Stil vor Talent
Stil vor Talent ist ein internationales Plattenlabel sowie eine Booking- und Event Management Agentur für Elektronische Tanzmusik. Neben Veröffentlichungen auf Schallplatte bringt Stil vor Talent mitunter auch Künstleralben und Kompilationen heraus. Hauptsitz des Labels ist Berlin-Kreuzberg, wo der SVT Store Arbeitsplatz und Shop verbindet, um den direkten Austausch mit Musikenthusiasten zu ermöglichen, während Instore Sessions einen Mid-Week-Party-Flair transportieren.

## Veröffentlichungen
Das Independent-Label wurde im Jahr 2005 vom deutschen DJ und Musikproduzenten Oliver Koletzki und von Slawjana Ulrich in Berlin gegründet. Mit Stil vor Talent stehen u. a. Musiker wie Oliver Koletzki, Township Rebellion, Reinier Zonneveld, KlangKuenstler, HVOB und David August in Verbindung. Abgesehen von einer stetigen Veröffentlichung von EPs, die oft jungen Talenten eine Plattform bieten, legte SVT in einem Katalog, der über 300 Veröffentlichungen umfasst, schon früh einen Fokus auf das Album-Format.
Eigenen Angaben zufolge hat Stil vor Talent es sich zur Aufgabe gemacht, „magische Momente“ auf Partys zu schaffen. Dieser Anspruch habe sich besonders bei „Showcases“ in Amsterdamer ADE, Barcelonas Off Sonar, dem Vagalume in Tulum oder Londons Steelyard und ebenso bei Festivalauftritten wie dem Burning Man, Coachella und der Fusion widergespiegelt.
Im Verlauf der Pandemie trugen neben den gestarteten Videoreihen „Insights“ und „Creative Class“ auch regelmäßige Livestreams aus dem Headquarters und externen Standorten wie der KÖNIG GALERIE dazu bei, den Kontakt mit der Community aufrechtzuerhalten.

## Künstler
- Aparde
- Annett Gapstream
- Skala
- David August
- Several Deinitions
- Cioz
- Madmotormiquel
- Klangkarussell
- Klangkuenstler
- Township Rebellion
- Hidden Empire
- Tal Fussmann
- Tim Engelhardt
- Oliver Koletzki
- Sascha Braemer
- Niconé
- Yetti Meissner
- Niko Schwind
- Steve Stix